# Akitakata
Akitakata (安芸高田市 -shi) é uma cidade japonesa localizada na província de Hiroshima.
Em 1 de Abril de 2005 a cidade tinha uma população estimada em 33 923 habitantes e uma densidade populacional de 63 h/km². Tem uma área total de 538,17 km².
Recebeu o estatuto de cidade a 1 de Março de 2004.